# Lyla
Lyla é o vigésimo terceiro single da banda britânica Oasis e primeiro do seu sexto álbum Don't Believe the Truth de 2005.

## Lista de faixas
- CD RKIDSCD 29

1. "Lyla" - 5:12
2. "Eyeball Tickler" (Gem Archer) - 2:47
3. "Won't Let You Down" (Liam Gallagher) - 2:48

- 7" RKID 29

1. "Lyla" - 5:12
2. "Eyeball Tickler" - 2:47

- DVD RKIDSDVD 29

1. "Lyla" - 5:14
2. "Lyla" (demo) - 5:29
3. "Can You See It Now?" (Documentário) - 9:22

## Paradas musicais
| País/Parada (2005)                              | Melhor posição |
| ----------------------------------------------- | -------------- |
| Austrália (ARIA)                                | 23             |
| Áustria (Ö3 Austria Top 75)                     | 38             |
| Bélgica (Ultratip Bubbling Under de Flandres)   | 13             |
| Bélgica (Ultratip Bubbling Under da Valônia)    | 10             |
| Canadá (Nielsen SoundScan)                      | 4              |
| Canadá Rock Top 30 (Radio & Records)            | 3              |
| Dinamarca (Hitlisten)                           | 5              |
| Europa (Eurochart Hot 100)                      | 3              |
| Finlândia (Suomen virallinen lista)             | 3              |
| França (SNEP)                                   | 81             |
| Alemanha (Offizielle Deutsche Charts)           | 33             |
| Grécia (IFPI)                                   | 9              |
| Hungria (Single Top 40)                         | 6              |
| Irlanda (IRMA)                                  | 5              |
| Itália (FIMI)                                   | 2              |
| Países Baixos (Single Top 100)                  | 52             |
| Noruega (VG-lista)                              | 10             |
| Espanha (PROMUSICAE)                            | 3              |
| Suécia (Sverigetopplistan)                      | 18             |
| Suíça (Schweizer Hitparade)                     | 26             |
| Reino Unido (UK Singles Chart)                  | 1              |
| Estados Unidos (Bubbling Under Hot 100 Singles) | 8              |
| Estados Unidos (Billboard Alternative Airplay)  | 19             |
| Estados Unidos (Billboard Digital Song Sales)   | 74             |